# Sessvollmoen
Sessvollmoen is een plaats in de Noorse gemeente Ullensaker, fylke Akershus. Sessvollmoen telt 634 inwoners (2007) en heeft een oppervlakte van 0,66 km².